# Tweevingerige luiaards
De tweevingerige luiaards (Choloepus) zijn een geslacht van zoogdieren uit de orde van de luiaards en miereneters (Pilosa). De wetenschappelijke naam van het geslacht werd in 1758 gepubliceerd door Johann Karl Wilhelm Illiger. Het is het enige geslacht uit de familie Choloepodidae.

## Kenmerken
Tweevingerige luiaards zijn 55-75 cm lang en ongeveer 6 kg zwaar. 

## Leefwijze
Het zijn boombewonende dieren die zich voeden met vruchten, bladeren en insecten. Tweevingerige luiaards zijn daarmee in hun voedselpatroon minder kieskeurig dan de drievingerige luiaards.

## Verspreiding
Deze dieren leven in de bossen van Latijns-Amerika, van Nicaragua tot Peru en Brazilië.

## Classificatie
Deze dieren behoren tot de orde luiaards en miereneters (Pilosa). Het is het enige geslacht binnen de familie Choloepodidae. 
Tot 2019 werd het geslacht tot de familie Megalonychidae gerekend, waarbinnen het het enige nog levende geslacht was. Echter, uit moleculair onderzoek bleek het niet nauw verwant aan de andere geslachten in deze familie, waarna het verplaatst werd naar een eigen familie Choloepodidae.

## Soorten
Er worden 2 soorten in dit geslacht geplaatst:
| Afbeelding | Soort                                        | Verspreiding |
| ---------- | -------------------------------------------- | ------------ |
|            | Tweevingerige luiaard – Choloepus didactylus |              |
|            | Hoffmannluiaard – Choloepus hoffmanni        |              |